# Учебно-методический комплекс
Учебно-методический комплекс (УМК) дисциплины — совокупность учебно-методической документации, средств обучения и контроля, разрабатываемых для дисциплины. УМК включает полную информацию, достаточную для прохождения дисциплины. УМК по отдельным дисциплинам являются частью ООП (основной образовательной программы) специальности.

## Структура УМКД
Структура УМКД в высших учебных заведениях составляется по стандарту, написанному и утверждённому в данном заведении.
Содержательные части образовательного стандарта учебной дисциплины:м х1
- введение (выполняется при необходимости);
- наименование;
- область применения;
- нормативные ссылки;
- обозначения и сокращения (выполняется при необходимости);
- цели и задачи дисциплины;
- содержание дисциплины и условия её реализации:
  - рабочая программа дисциплины;
    - паспорт дисциплины;
    - виды и содержание занятий по дисциплине;
    - формы и содержание текущей аттестации и итоговой оценки по дисциплине;
    - учебно-методические материалы по дисциплине;
    - учебно-методическая карта дисциплины;
    - специфические особенности преподавания дисциплины (при необходимости);
    - лист согласования рабочей программы дисциплины.

  - использование технических средств обучения и вычислительной техники. Программное обеспечение дисциплины;
  - организация самостоятельной работы студентов по дисциплине;
  - элементы научного поиска при изучении дисциплины.
- приложения (указаны только обязательные):
  - методические указания к лабораторному практикуму (выполняются при наличии в учебном плане);
  - методические указания к курсовому проектированию (выполняются при наличии в учебном плане);
  - варианты индивидуальных расчетных заданий и методические указания по их выполнению (выполняются при наличии в учебном плане);
  - контролирующие материалы по дисциплине:
    - тесты текущего контроля знаний по дисциплине;
    - тесты итогового контроля знаний по дисциплине;
    - тесты контроля остаточных знаний по дисциплине.

## Требования
При оформлении образовательного стандарта дисциплины следует руководствоваться стандартами:
- ГОСТ 2.105-95 ЕСКД Общие требования к текстовым документам
- ГОСТ 7.1-2003 СИБИД Библиографическая запись. Библиографическое описание. Общие требования и правила составления
- ГОСТ Р 1.5-2004 ГСС Стандарты национальные Российской Федерации. Правила построения, изложения, оформления и обозначения.

## Начальная школа
В России применяются несколько УМК (Школа России, Начальная инновационная школа, РИТМ, Перспектива, Перспективная начальная школа, Начальная школа 21 века, Эльконина-Давыдова, Занкова, Вальдорфская
.